# Приднепрянское (Днепровский район)
Приднепрянское (укр. Придніпрянське) — село, Любимовский сельский совет, Днепровский район,
Днепропетровская область, Украина.
Код КОАТУУ — 1221484003. Население по переписи 2001 года составляло 107 человек.

## Географическое положение
Село Приднепрянское находится на расстоянии в 1 км от пгт Илларионово и в 2-х км от села Любимовка.
По селу протекает пересыхающий ручей.